# Nitrocefin
Nitrocefin ist ein Stoff aus der chemischen Gruppe der Cephalosporine, der seine Farbe bei der Spaltung durch β-Lactamasen von gelb nach rot verändert.

## Eigenschaften und Verwendung
Die reine Substanz löst sich gut in Dimethylsulfoxid. Sie ist lichtempfindlich. Ihre Erstisolierung erfolgte aus dem von Giuseppe Brotzu entdeckten Schimmelpilz Acremonium.
Nitrocefin ist ein chromogenes Cephalosporin: Wenn der β-Lactam-Ring hydrolytisch geöffnet  wird, verschiebt sich das Absorptionsmaximum von 390 nm auf 486 nm, was mit einem Farbumschlag von gelb nach rot einhergeht. Nitrocefin eignet sich daher zum Nachweis von Bakterien, die β-Lactamasen bilden. β-Lactamasen spielen eine wichtige Rolle bei der gefürchteten Antibiotikaresistenz von Bakterien. Der Test ist sensitiver als der früher auf Basis von Bromkresolpurpur durchgeführte Test.